# 594

## Догађаји
- Маврикијеви балкански походи: Словени поново упадају у византијске провинције Мезију и Македонију; током њиховог напаа уништени су градови Акуис, Скупи и Залдапа у Добруџи.
- Јесен – цар Маврикије смењује генерала Приска због непоштовања наређења. Он поставља свог неискусног брата Петра за главног команданта задуженог за рат против Авара и Словена.
- Император Венди поправља и проширује делове Великог зида на северозападу, што се обавља принудним радом. Током година, хиљаде цивила је убијено.
- Царица Суико издаје „Едикт о процвату три блага“, којим званично признаје праксу будизма у Јапану. Она започиње дипломатске односе са династијом Суи (Кина).
- Амос је наследио Јована IV на месту православног патријарха јерусалимског.
- Папа Гргур I објављује своје Дијалоге.